# Palabras de familia
Palabras de familia (1995) es la quinta novela de José María Conget Ferruz

## Introducción
La unidad argumental y estética de las tres primeras novelas de Conget (que en el año 2010 fueron reeditadas en un solo volumen bajo el título de Trilogía de Zabala), se continuaba en buena medida en la siguiente, Todas las mujeres (1989), que no solo cerraba el ciclo inicial, sino que servía de pórtico a nuevos temas, que aquí se desarrollan ya plenamente.

## Análisis
Como es habitual en la narrativa de Conget, la trama argumental está perfectamente trabada mediante una estructura compleja y precisa en todos sus detalles. Las palabras de la familia Artal se nos manifiestan a través de cuatro voces diferentes. La primera es la del hermano menor, Juan Carlos /Charlie, novelista y profesor español de "treinta y pico años" que vive en Londress y nos va recreando en secuencias alternantes el último día de su vida, desde que se levanta por la mañana hasta que por la noche consuma el gesto, es decir, se suicida: "el gesto, en tu caso, no castiga al mundo, qué pretensión, solo constata tu incapacidad para habitarlo" (pág. 24). Otra voz, que alterna en secuencias con la primera, es la de su hermano mayor, Raúl/Jimmy, escritor frustrado en una Zaragoza gris y fea, que se consuela de su fracaso escribiendo una especie de diario todos los domingos de seis a ocho de la tarde. A través de estas dos voces, pero sobre todo de la de Raúl, se reconstruye la peripecia vital de la familia Artal en el contexto de la sociedad zaragozana/española del franquismo y primer posfranquismo. Como contrapunto a estas dos voces, las cuatro mujeres de la novela, Tatita y Celia, hermanas de los anteriores, Lea (novia de Juan Carlos, pero también amante de Raúl) y Teresa/Norma, la mujer de éste, completan el elenco de los personajes de la novela, mediante cartas que envían las tres primeras y un monólogo interior de la última, que aclara sorprendentemente algunos de los acontecimientos de la trama. En la narración se entremezclan, además, dos cuentos (dos llamadas de socorro) que Juan Carlos ha enviado sucesivamente a su hermano y cuyo significado éste sólo logra interpretar cuando ya Cherlie se ha suicidado.
Al igual que en las novelas anteriores del autor, abundan el humor, la ironía y la parodia satírica de la vida española. Personajes y situaciones de la educación sentimental de los españoles de clase y edad medias aparecen desenmascarados tras la hipocresía con que gustan mostrase públicamente. Las relaciones familiares burguesas, los noviazgos reprimidos, la influencia de la iglesia en tantos aspectos de la vida española, se muestran caricaturizados en escenas esperpénticas como las del cura, tío de los protagonistas. Pero hay un tono más pesimista que en novelas anteriores, y no solo derivado del final de la historia, que confiere a la narración una mayor densidad y hondura. En este sentido, las reflexiones finales de Raúl son aclaratorias: "Porque quizá pude evitarlo: yo era su hermano mayor, a mí acudió, a mí me hacía caso (...) Le habría dicho que entre tanta confusión sólo hay una cosa cierta: que la muerte es nuestra enemiga, la muerte y sus heraldos negros" (pág. 255). La reconciliación final de los dos hermanos, a los que habían separado el éxito literario del menor y el amor que ambos sentían por la misma mujer, se hace explícita cuando Raúl reconoce que él hubiera querido cambiarse por su hermano: "A no ser que recurriese a abusar de su generosidad, a tratar de invertir los roles y que él fuera el verdadero Jimmy sacrificado y yo el indefenso Charlie, a mostrarle esa horrible angustia que me va a producir su muerte, ese llagado agujero que en mis mano es su ausencia, y no te habrías ido Jimmy o Charlie, José Carlos, si hubieras sabido cuánto dolor, cuánto remordimiento, cuánto amor, porque yo te quería hermano, yo te quería tanto, hermano(...)" (pág. 255).
Palabras de familia es la más redonda de las novelas de Coget, la más cerrada en sí misma, la de estructura más acabada; el autor se dispersa menos que en otras ocasiones anteriores en el ingenio verbal, la referencias cultas y los homenajes a escritores (Joyce) y a películas y actores de cine. La multiplicidad de voces narrativas, con los consiguientes enfoques diferentes, amplifican la significación de los temas expuestos en cada uno de ellos. Como remate final, algunas secuencias (el relato "los jardines, los templos" o el monólogo de Teresa) muestran la capacidad verbal y el arte narrativo de Conget en su más alto grado.